# جون یو نا
جون یو نا (کره‌ای: 전유나؛ زادهٔ ۱۸ ژوئه ۲۰۱۱) بازیگر کودک اهل کره جنوبی است. او به خاطر ایفای نقش کودکی سون‌جا در مجموعه تلویزیونی اپل تی‌وی پلاس به نام پاچینکو (۲۰۲۲) و دختر باهوش چوی رو هی در روز آدم‌ربایی (۲۰۲۳) شناخته می‌شود.

## فیلم‌شناسی

### مجموعه تلویزیونی
| سال  | عنوان                         | نقش              | منابع       |
| ---- | ----------------------------- | ---------------- | ----------- |
| ۲۰۲۱ | عازم جهنم                     | دختر فرد گناهکار | [ ۲ ] [ ۳ ] |
| ۲۰۲۲ | پاچینکو                       | کودکی سون‌جا      | [ ۲ ] [ ۳ ] |
| ۲۰۲۲ | کلوپ مادران سبز               | اوه سه بوم       | [ ۳ ] [ ۴ ] |
| ۲۰۲۲ | Secret of the Lightning Cloak | گونگ دا هه       | [ ۳ ]       |
| ۲۰۲۳ | روز آدم‌ربایی                  | چوی رو هی        | [ ۳ ] [ ۵ ] |